# Plain (Wisconsin)
Plain es una villa ubicada en el condado de Sauk en el estado estadounidense de Wisconsin. En el Censo de 2010 tenía una población de 773 habitantes y una densidad poblacional de 357,86 personas por km².

## Geografía
Plain se encuentra ubicada en las coordenadas 43°16′41″N 90°2′32″O / 43.27806, -90.04222. Según la Oficina del Censo de los Estados Unidos, Plain tiene una superficie total de 2.16 km², de la cual 2.16 km² corresponden a tierra firme y (0%) 0 km² es agua.

## Demografía
Según el censo de 2010, había 773 personas residiendo en Plain. La densidad de población era de 357,86 hab./km². De los 773 habitantes, Plain estaba compuesto por el 97.15% blancos, el 0.13% eran afroamericanos, el 0.91% eran amerindios, el 0.26% eran asiáticos, el 0% eran isleños del Pacífico, el 0.52% eran de otras razas y el 1.03% pertenecían a dos o más razas. Del total de la población el 1.81% eran hispanos o latinos de cualquier raza.